# Dahlia Grey
Dahlia Grey (Seattle, Washington; 14 de febrero de 1972) es una actriz porno estadounidense que ganó un premio AVN en el año 2000 por mejor Best Tease Performance.
Grey ha aparecido en numerosas producciones del director Andrew Blake, donde a veces se le acredita como Jami Dion. Fue chica del mes de marzo de 1992 de la revista Penthouse.